# Словенски устанак против византијске власти (1040—1041)
Словенски устанак против византијске власти (1040—1041) је био један у низу великих словенских устанака против власти Византијског царства. Подигнут је током 1040. године, са циљем ослобођења словенског становништва на ширем простору од српског Подунавља и Поморавља, до Повардарја, односно Македоније и околних области. Устанак је подигнут недуго након успешног устанка кнеза Стефана Војислава и ослобођења суседних и приморских српских области од византијске власти. На челу ширег устанка који је 1040. године избио у српском Подунављу био је Петар Дељан, који је у Београду проглашен за цара, уз позивање на државне традиције Самуиловог царства. Касније му се у вођству придружио Алусијан, син бившег цара Јована Владислава. Нешто касније, по Алусијановој наредби, Петар Дељан је био свргнут и ослепљен. Алусијан је недуго потом напустио устанике, пребегавши Византинцима, који су током 1041. године угушили устанак.

## Разлози за устанак
Криза која је захватила Византију у XI веку довела је на царски престо низ неспособних владара. Тако се врховна власт, нешто после 1034. године, нашла у рукама дворског евнуха Јована Орфанотрофа, који није бирао средства да би напунио царску касу и своје џепове. За нове намете византијски историчар Јован Скилица је написао:
... намети су постали толико многобројни да ме је срамота да их набрајам— Јован Скилица, византијски историчар
Његова владавина наметнула је словенском становништву, које је до пре само пар деценија живело у Самуиловој држави, обавезно плаћање пореза у новцу уместо у натури као до тада. Оваква одлука изазвала је револт међу Словенима.
Други разлог за подизање новог словенског устанка била је отворена хеленизација коју је Царство отпочело да спроводи. Аутокефална словенска црква коју је створио Самуило наставила је да постоји и након пропасти његове државе, са тим што је са нивоа патријаршије спуштена на ниво архиепископије, али је и даље задржала своју самосталност и словенско обележје. Међутим, то се променило 1037. године, када је словенски охридски архиепископ Јован умро, власт у Цариграду је на његово место поставила хартофилакса цркве Божанске Мудрости у Цариграду, Грка Лава.

## Ток устанка
Притисци царске власти на словенско становништво постали су несносни и у лето 1040. године у Поморављу избија устанак против Византије. Устаници су убрзо ослободили Београд и већи део Поморавља. На челу устанка био је Петар Дељан (Одељан), кога су устаници у Београду прогласили за цара, наследника Самуиловог царства. Дељаново порекло је непознато, али је он за себе тврдио да је син Гаврила Радомира односно Самуилов унук, мада је могуће да је само желео да себи да легитимитет. Устаници након тога ослобађају Ниш и Скопље, након чега се устанак прелива у Повардарје и врло брзо је језгро некадашње Самуилове државе поново било слободно.

### Устанак у драчкој теми
Брзо ширење устанка, приморало је Византију да интервенише без претходних припрема. Због тога је драчки стратег Василије Синадин добио наредбу да са својим трупама хитно угуши побуну. Међутим пре него што је Василије успео да се сукоби са устаници, царска влада га је хитно позвала у Цариград да се оправда јер је у дворским сплеткама оптужен за издају. На његово место је постављен његов дотадашњи заменик, који је већ био омражен у народу. Када се у драчкој теми прочуло за Василијеву смену и за то ко је нови стратег, народ се дигао на оружје, а за вођу устанка је проглашен извесни Тихомир. Две устаничке војске су се брзо повезале у једну и устанак се проширио на драчку тему. Приликом једног састанка вођства устанка Тихомир бива убијен каменовањем по Петровој наредби, после чега он остаје једини вођа устаника.

### Долазак Алусијана и ширење устанка
Устанак се шири и на север данашње Грчке, а пред устаницима из Солуна бежи и сам цар Михајло IV Пафлагонац који се у њему случајно затекао. Иако Дељанови људи нису ударили на сам град у борбама је изгледа страдао део царске касе. Ускоро (у септембру 1040. године), се устанку прикључује некадашњи византијски чиновник и последњи сигурни Самуилов потомак и његови унук, син Јована Владислава Алусијан. Устанак је наставио да се брзо шири и сада је обухватао Поморавље, целу данашњу Северну Македонију, тему Драч, области око Витоше и Осогова, север данашње Грчке (периферије Епир, Тесалију, Западну Македонију и Средишњу Македонију), а пред устаницима је поклекао и утврђени Драч.

### Опсада Солуна
Следећа мета устаника био је Солун, најтврђи град у Византији после Цариграда и вечита мета словенских напада. Опсаду града предводио је Алусијан. Међутим Солун није био Драч, а Византија се у међувремену опоравила од првобитног шока и почела је да устанак третира као свог главног непријатеља. Јако утврђење и увежбана професионална византијска војска која је бранила бедеме успешно је одбила напад устаника и нанела им страховит пораз.

### Алусијанова издаја
Након пораза под Солуном између Дељана и Алусијана долази до сукоба, јер је Дељан за неуспех оптужио Алусијана. Њихов сукоб се окончао у Алусијанову корист, пошто је по његовој наредби Дељан ослепљен (или га је чак сам Алусијан на једној гозби напио, након чега му је одсекао нос и ослепео га). Некадашњи византијски стратег у Јерменији Алусијан, је непосредно након овога напустио устанике и вратио се у Византију, оставивши устанак без вође.
Иако за то нема сигурних историјских записа, претпоставља се да је Алусијан од почетка био послат из Византије да уништи устанак, не би ли повратио своје некадашње поседе и положај. Он је, иако син устаничког вође, успео да изгради каријеру у Византији и дође до положаја стретега у Јерменији. Међутим, он је након тога пао у немилост, тако да је убрзо остао без положаја и поседа, а на крају је морао и да се склони из Цариграда. По повратку у Византију враћени су му поседи и додељена му је висока титула магистра (лат. magistros).
Тако је Алусијан постао одговоран за пропаст другог словенског устанка против Византије, као што је његов отац Јован Владислав био одговоран за пропаст првог. После пораза на Беласици и Самуилове смрти, Јован Владислав се уместо борбе против Византије, упустио у борбу против своје браће и родбине око власти. У том сукобу по његовим наредбама страдали су Самуилов наследник Гаврило Радомир и Самуилов зет, српски кнез Јован Владимир.

### Пропаст устанка
После Алусијановог повратка у Византију устанак је био обезглављен и у расулу, тако да су византијске снаге убрзо отпочеле гушење устанка, заробивши код Острова ослепљеног Дељана. Византинци су потом заузели утврђени Прилеп који је бранио Манојло Ивац (вероватно потомак Самуиловог војводе Ивца). Последњи отпор устаници су пружили 1041. године код Бојане (недалеко од данашње Софије), после чега је устанак коначно и дефинитивно угушен. Међутим, разлози његовог подизања су остали и они ће три деценије касније довести и до треће словенске побуне и то у најгорем тренутку по Византију.

## Извори и литература
Извори
- Живковић, Тибор (2009). Gesta Regum Sclavorum. 2. Београд-Никшић: Историјски институт; Манастир Острог.
- Кунчер, Драгана (2009). Gesta Regum Sclavorum. 1. Београд-Никшић: Историјски институт, Манастир Острог.
- Мијушковић, Славко, ур. (1988) [1967]. Љетопис попа Дукљанина (2. изд.). Београд: Просвета & Српска књижевна задруга.
- Mošin, Vladimir, ур. (1950). Ljetopis popa Dukljanina. Zagreb: Matica hrvatska.
- Острогорски, Георгије; Баришић, Фрањо, ур. (1966). Византијски извори за историју народа Југославије. 3. Београд: Византолошки институт.
- Thurn, Hans, ур. (1973). Ioannis Scylitzae Synopsis historiarum. Berlin-New York: De Gruyter.
- Flusin, Bernard; Cheynet, Jean-Claude, ур. (2003). John Scylitzès: Empereurs de Constantinople. Paris: Lethielleux.
- Шишић, Фердо, ур. (1928). Летопис Попа Дукљанина. Београд-Загреб: Српска краљевска академија.
- Wortley, John, ур. (2010). John Skylitzes: A Synopsis of Byzantine History, 811–1057. New York: Cambridge University Press.

Литература
- Живковић, Тибор (2006). Портрети српских владара (IX-XII век). Београд: Завод за уџбенике и наставна средства.
- Živković, Tibor (2008). Forging unity: The South Slavs between East and West 550-1150. Belgrade: The Institute of History, Čigoja štampa.
- Калић, Јованка (1967). Београд у средњем веку. Београд: Српска књижевна задруга.
- Ковачевић, Јован (1967). „Од доласка Словена до краја XII вијека” (PDF). Историја Црне Горе. 1. Титоград: Редакција за историју Црне Горе. стр. 279—444.
- Острогорски, Георгије (1969). Историја Византије. Београд: Просвета.
- Острогорски, Георгије (1970). Византија и Словени. Београд: Просвета.
- Ћирковић, Сима (1981). „Осамостаљивање и успон дукљанске државе”. Историја српског народа. 1. Београд: Српска књижевна задруга. стр. 180—196.
- Ћирковић, Сима (1995). Срби у средњем веку. Београд: Идеа.
- Ћирковић, Сима (2004). Срби међу европским народима. Београд: Equilibrium.
- Fine, John Van Antwerp Jr. (1991) [1983]. The Early Medieval Balkans: A Critical Survey from the Sixth to the Late Twelfth Century. Ann Arbor, Michigan: University of Michigan Press.